# Tapejarini
De Tapejarini zijn een groep van uitgestorven pterosauriërs behorend tot de Pterodactyloidea.
In 2014 constateerde Brian Andres dat onder de gangbare definities soorten aan het geslacht Huaxiapterus toegewezen lid waren van de Tapejarinae. Er was daarom behoeft aan een naam voor alleen de directe verwanten van Tapejara wellnhoferi in traditionele zin.
De klade Tapejarini werd gedefinieerd als de groep omvattende de laatste gemeenschappelijke voorouder van Tapejara wellnhoferi Kellner 1989 en Tupandactylus imperator Campos & Kellner 1997; en al diens afstammelingen
De Tapejarini bestaan uit kleine tot middelgrote soorten uit het Krijt. Hun schedels hebben meestal een, soms zeer hoge, snuitkam en zijn typisch tandeloos.